# Lijst van Amerikaanse ministers van Binnenlandse Zaken
De minister van Binnenlandse Zaken (Engels: Secretary of the Interior) leidt het ministerie van Binnenlandse Zaken van de Verenigde Staten. De huidige minister van Binnenlandse Zaken is Doug Burgum, hij is in functie sinds 31 januari 2025.
De minister van Binnenlandse Zaken is verantwoordelijk voor het beheer en de instandhouding van het meeste federale land (nationale parken, militaire bases en Washington D.C.) wat in bezit is van de overheid en het beheer van de programma's met betrekking tot Native Amerikanen, Alaska Natives, en Inheemse Hawaïanen en de Eilandgebieden van de Verenigde Staten. Er zijn grote verschillen tussen de verantwoordelijkheden van de Amerikaanse minister van Binnenlandse Zaken en die in veel andere landen. Daar is de minister vaak verantwoordelijk voor bijvoorbeeld het politieapparaat en/of de veiligheidsdiensten. In de Verenigde Staten vallen die verantwoordelijkheden onder het ministerie van Binnenlandse Veiligheid en het ministerie van Justitie.
Omdat veel van de gebieden waar het ministerie van Binnenlandse Zaken verantwoordelijk voor is in het westen van de Verenigde Staten ligt, komt de minister ook vaak daarvandaan. Sinds 1949 is er slechts een keer een minister geweest uit een staat ten oosten van de Mississippi.
In het geval dat de president moet worden opgevolgd is de minister van Binnenlandse Zaken de achtste in lijn van successie.
| Nr.    | Minister van Binnenlandse Zaken Secretary of the Interior | Minister van Binnenlandse Zaken Secretary of the Interior | Minister van Binnenlandse Zaken Secretary of the Interior | Ambtstermijn      | Ambtstermijn      | Partij(en)                     | President(en)                         | Kabinet(en)      |
| ------ | --------------------------------------------------------- | --------------------------------------------------------- | --------------------------------------------------------- | ----------------- | ----------------- | ------------------------------ | ------------------------------------- | ---------------- |
| 1      |                                                           | Thomas Ewing                                              | Thomas Ewing (1789–1873)                                  | 8 maart 1849      | 22 juli 1850      | W                              | Zachary Taylor (1849–1850)            | Taylor           |
| 1      | W                                                         | Thomas Ewing                                              | Thomas Ewing (1789–1873)                                  | 8 maart 1849      | 22 juli 1850      | Millard Fillmore (1850–1853)   | Fillmore                              |                  |
| Vacant |                                                           |                                                           |                                                           |                   |                   | Millard Fillmore (1850–1853)   | Fillmore                              |                  |
| 2      |                                                           | Thomas McKennan                                           | Thomas McKennan (1794–1852)                               | 15 augustus 1850  | 26 augustus 1850  | Millard Fillmore (1850–1853)   | Fillmore                              | W                |
| Vacant |                                                           |                                                           |                                                           |                   |                   | Millard Fillmore (1850–1853)   | Fillmore                              |                  |
| 3      |                                                           | Alexander Stuart                                          | Alexander Stuart (1807–1891)                              | 14 september 1850 | 8 maart 1853      | Millard Fillmore (1850–1853)   | Fillmore                              | W                |
| 3      | W                                                         | Alexander Stuart                                          | Alexander Stuart (1807–1891)                              | 14 september 1850 | 8 maart 1853      | Franklin Pierce (1853–1857)    | Pierce                                |                  |
| 4      |                                                           | Robert McClelland                                         | Robert McClelland (1807–1880)                             | 8 maart 1853      | 10 maart 1857     | Franklin Pierce (1853–1857)    | Pierce                                | D                |
| 4      | D                                                         | Robert McClelland                                         | Robert McClelland (1807–1880)                             | 8 maart 1853      | 10 maart 1857     | James Buchanan (1857–1861)     | Buchanan                              |                  |
| 5      |                                                           | Jacob Thompson                                            | Jacob Thompson (1810–1885)                                | 10 maart 1857     | 8 januari 1861    | James Buchanan (1857–1861)     | Buchanan                              | D                |
| Vacant |                                                           |                                                           |                                                           |                   |                   | James Buchanan (1857–1861)     | Buchanan                              |                  |
| 6      |                                                           | Caleb Smith                                               | Caleb Smith (1808–1864)                                   | 4 maart 1861      | 1 januari 1863    | R                              | Abraham Lincoln (1861–1865)           | Lincoln          |
| 7      |                                                           | John Palmer Usher                                         | John Palmer Usher (1816–1889)                             | 1 januari 1863    | 15 mei 1865       | R                              | Abraham Lincoln (1861–1865)           | Lincoln          |
| 7      | R                                                         | John Palmer Usher                                         | John Palmer Usher (1816–1889)                             | 1 januari 1863    | 15 mei 1865       | Andrew Johnson (1865–1869)     | A. Johnson                            |                  |
| 8      |                                                           | James Harlan                                              | James Harlan (1820–1899)                                  | 15 mei 1865       | 1 september 1866  | Andrew Johnson (1865–1869)     | A. Johnson                            | R                |
| 9      |                                                           | Orville Browning                                          | Orville Brownin (1806–1881)                               | 1 september 1866  | 4 maart 1869      | Andrew Johnson (1865–1869)     | A. Johnson                            | R                |
| 10     |                                                           | Jacob Cox                                                 | Jacob Cox (1828–1900)                                     | 4 maart 1869      | 1 november 1870   | R                              | Ulysses S. Grant (1869–1877)          | Grant            |
| 11     |                                                           | Columbus Delano                                           | Columbus Delano (1809–1896)                               | 1 november 1870   | 30 september 1875 | R                              | Ulysses S. Grant (1869–1877)          | Grant            |
| Vacant |                                                           |                                                           |                                                           |                   |                   |                                | Ulysses S. Grant (1869–1877)          | Grant            |
| 12     |                                                           | Zachariah Chandler                                        | Zachariah Chandler (1813–1879)                            | 19 oktober 1875   | 12 maart 1877     | R                              | Ulysses S. Grant (1869–1877)          | Grant            |
| 12     | R                                                         | Zachariah Chandler                                        | Zachariah Chandler (1813–1879)                            | 19 oktober 1875   | 12 maart 1877     | Rutherford Hayes (1877–1881)   | Hayes                                 |                  |
| 13     |                                                           | Carl Schurz                                               | Carl Schurz (1829–1906)                                   | 12 maart 1877     | 8 maart 1881      | Rutherford Hayes (1877–1881)   | Hayes                                 | R                |
| 13     | R                                                         | Carl Schurz                                               | Carl Schurz (1829–1906)                                   | 12 maart 1877     | 8 maart 1881      | James Garfield (1881)          | Garfield                              |                  |
| 14     |                                                           | Samuel Kirkwood                                           | Samuel Kirkwood (1813–1894)                               | 8 maart 1881      | 18 april 1882     | James Garfield (1881)          | Garfield                              | R                |
| 14     | R                                                         | Samuel Kirkwood                                           | Samuel Kirkwood (1813–1894)                               | 8 maart 1881      | 18 april 1882     | Chester Arthur (1881–1885)     | Arthur                                |                  |
| 15     |                                                           | Henry Teller                                              | Henry Teller (1830–1914)                                  | 18 april 1882     | 4 maart 1885      | Chester Arthur (1881–1885)     | Arthur                                | R                |
| 16     |                                                           | Lucius Lamar                                              | Lucius Lamar (1825–1893)                                  | 4 maart 1885      | 16 januari 1888   | D                              | Grover Cleveland (1885–1889)          | Cleveland I      |
| 17     |                                                           | William Vilas                                             | William Vilas (1840–1908)                                 | 16 januari 1888   | 8 maart 1889      | D                              | Grover Cleveland (1885–1889)          | Cleveland I      |
| 17     | D                                                         | William Vilas                                             | William Vilas (1840–1908)                                 | 16 januari 1888   | 8 maart 1889      | Benjamin Harrison (1889–1893)  | B. Harrison (1889–1893)               |                  |
| 18     |                                                           | John Noble                                                | John Noble (1831–1912)                                    | 8 maart 1889      | 4 maart 1893      | Benjamin Harrison (1889–1893)  | B. Harrison (1889–1893)               | R                |
| 19     |                                                           | Hoke Smith                                                | Hoke Smith (1855–1931)                                    | 4 maart 1893      | 1 september 1896  | D                              | Grover Cleveland (1893–1897)          | Cleveland II     |
| 20     |                                                           | David Francis                                             | David Francis (1850–1927)                                 | 1 september 1896  | 4 maart 1897      | D                              | Grover Cleveland (1893–1897)          | Cleveland II     |
| 21     |                                                           | Cornelius Bliss                                           | Cornelius Bliss (1833–1911)                               | 4 maart 1897      | 20 februari 1899  | R                              | William McKinley (1897–1901)          | McKinley         |
| 22     |                                                           | Ethan Hitchcock                                           | Ethan Hitchcock (1835–1909)                               | 20 februari 1899  | 4 maart 1907      | R                              | William McKinley (1897–1901)          | McKinley         |
| 22     | R                                                         | Ethan Hitchcock                                           | Ethan Hitchcock (1835–1909)                               | 20 februari 1899  | 4 maart 1907      | Theodore Roosevelt (1901–1909) | T. Roosevelt (1901–1909)              |                  |
| 23     |                                                           | James Rudolph Garfield                                    | James Rudolph Garfield (1865–1950)                        | 4 maart 1907      | 4 maart 1909      | Theodore Roosevelt (1901–1909) | T. Roosevelt (1901–1909)              | R                |
| 24     |                                                           | Richard Ballinger                                         | Richard Ballinger (1858–1922)                             | 4 maart 1909      | 12 maart 1912     | R                              | William Howard Taft (1909–1913)       | Taft (1909–1913) |
| 25     |                                                           | Walter Fisher                                             | Walter Fisher (1862–1935)                                 | 12 maart 1912     | 4 maart 1913      | R                              | William Howard Taft (1909–1913)       | Taft (1909–1913) |
| 26     |                                                           | Franklin Lane                                             | Franklin Lane (1864–1921)                                 | 4 maart 1913      | 1 maart 1920      | D                              | Woodrow Wilson (1913–1921)            | Wilson           |
| [ 5 ]  |                                                           |                                                           | Alexander Vogelsang (1860–1928)                           | 1 maart 1920      | 13 maart 1920     | D                              | Woodrow Wilson (1913–1921)            | Wilson           |
| 27     |                                                           | John Barton Payne                                         | John Barton Payne (1855–1935)                             | 13 maart 1920     | 4 maart 1921      | D                              | Woodrow Wilson (1913–1921)            | Wilson           |
| 28     |                                                           | Albert Fall                                               | Albert Fall (1864–1944)                                   | 4 maart 1921      | 4 maart 1923      | R                              | Warren Harding (1921–1923)            | Harding          |
| 29     |                                                           | Hubert Work                                               | Hubert Work (1860–1942)                                   | 4 maart 1923      | 25 juli 1928      | R                              | Warren Harding (1921–1923)            | Harding          |
| 29     | R                                                         | Hubert Work                                               | Hubert Work (1860–1942)                                   | 4 maart 1923      | 25 juli 1928      | Calvin Coolidge (1923–1929)    | Coolidge                              |                  |
| 30     |                                                           | Roy West                                                  | Roy West (1868–1958)                                      | 25 juli 1928      | 4 maart 1929      | Calvin Coolidge (1923–1929)    | Coolidge                              | R                |
| 31     |                                                           | Ray Wilbur                                                | Ray Wilbur (1875–1949)                                    | 4 maart 1929      | 4 maart 1933      | R                              | Herbert Hoover (1929–1933)            | Hoover           |
| 32     |                                                           | Harold Ickes                                              | Harold Ickes (1874–1952)                                  | 4 maart 1933      | 15 februari 1946  | D                              | Franklin Delano Roosevelt (1933–1945) | F.D. Roosevelt   |
| 32     | D                                                         | Harold Ickes                                              | Harold Ickes (1874–1952)                                  | 4 maart 1933      | 15 februari 1946  | Harry S. Truman (1945–1953)    | Truman                                |                  |
| wnd    |                                                           | Oscar Chapman                                             | Oscar Chapman (1896–1978)                                 | 15 februari 1946  | 18 maart 1946     | Harry S. Truman (1945–1953)    | Truman                                | D                |
| 33     |                                                           | Julius Krug                                               | Julius Krug (1907–1970)                                   | 18 maart 1946     | 1 december 1949   | Harry S. Truman (1945–1953)    | Truman                                | D                |
| 34     |                                                           | Oscar Chapman                                             | Oscar Chapman (1896–1978)                                 | 1 december 1949   | 20 januari 1953   | Harry S. Truman (1945–1953)    | Truman                                | D                |
| 35     |                                                           | Douglas McKayl                                            | Douglas McKay (1893–1959)                                 | 20 januari 1953   | 15 april 1956     | R                              | Dwight D. Eisenhower (1953–1961)      | Eisenhower       |
| wnd    |                                                           |                                                           | Clarence Davis (1894–1974)                                | 15 april 1956     | 8 juni 1956       | R                              | Dwight D. Eisenhower (1953–1961)      | Eisenhower       |
| 36     |                                                           | Fred Seaton                                               | Fred Seaton (1909–1974)                                   | 8 juni 1956       | 20 januari 1961   | R                              | Dwight D. Eisenhower (1953–1961)      | Eisenhower       |
| 37     |                                                           | Stewart Udall                                             | Stewart Udall (1920–2010)                                 | 20 januari 1961   | 20 januari 1969   | D                              | John F. Kennedy (1961–1963)           | Kennedy          |
| 37     | Lyndon B. Johnson (1963–1969)                             | Stewart Udall                                             | Stewart Udall (1920–2010)                                 | 20 januari 1961   | 20 januari 1969   | D                              | L.B. Johnson                          |                  |
| 38     |                                                           | Wally Hickel                                              | Wally Hickel (1919–2010)                                  | 20 januari 1969   | 25 november 1970  | R                              | Richard Nixon (1969–1974)             | Nixon            |
| wnd    |                                                           |                                                           | Fred Russell (1916–2007)                                  | 25 november 1970  | 29 januari 1971   | R                              | Richard Nixon (1969–1974)             | Nixon            |
| 39     |                                                           | Rogers Morton                                             | Rogers Morton (1914–1979)                                 | 29 januari 1971   | 30 april 1975     | R                              | Richard Nixon (1969–1974)             | Nixon            |
| 39     | R                                                         | Rogers Morton                                             | Rogers Morton (1914–1979)                                 | 29 januari 1971   | 30 april 1975     | Gerald Ford (1974–1977)        | Ford                                  |                  |
| wnd    |                                                           |                                                           | Kent Frizzell (1929–2016)                                 | 30 april 1975     | 12 juni 1975      | Gerald Ford (1974–1977)        | Ford                                  | R                |
| 40     |                                                           | Stanley Hathaway                                          | Stanley Hathaway (1924–2005)                              | 12 juni 1975      | 9 oktober 1975    | Gerald Ford (1974–1977)        | Ford                                  | R                |
| wnd    |                                                           |                                                           | Kent Frizzell (1929–2016)                                 | 9 oktober 1975    | 17 oktober 1975   | Gerald Ford (1974–1977)        | Ford                                  | R                |
| 41     |                                                           | Thomas Kleppe                                             | Thomas Kleppe (1919–2007)                                 | 17 oktober 1975   | 20 januari 1977   | Gerald Ford (1974–1977)        | Ford                                  | R                |
| 42     |                                                           | Cecil Andrus                                              | Cecil Andrus (1931–2017)                                  | 20 januari 1977   | 20 januari 1981   | D                              | Jimmy Carter (1977–1981)              | Carter           |
| 43     |                                                           | James Watt                                                | James Watt (1938–2023)                                    | 20 januari 1981   | 8 november 1983   | R                              | Ronald Reagan (1981–1989)             | Reagan           |
| wnd    |                                                           |                                                           | Jake Simmons (1925–2002)                                  | 8 november 1983   | 18 november 1983  | R                              | Ronald Reagan (1981–1989)             | Reagan           |
| 44     |                                                           | William Clark                                             | William Clark (1931–2013)                                 | 18 november 1983  | 8 februari 1985   | R                              | Ronald Reagan (1981–1989)             | Reagan           |
| 45     |                                                           | Donald Hodel                                              | Donald Hodel (1935)                                       | 8 februari 1985   | 20 januari 1989   | R                              | Ronald Reagan (1981–1989)             | Reagan           |
| wnd    |                                                           |                                                           | Earl Gjelde (1944)                                        | 20 januari 1989   | 3 februari 1989   | R                              | George H.W. Bush (1989–1993)          | G.H.W. Bush      |
| 46     |                                                           | Manuel Lujan                                              | Manuel Lujan (1928–2019)                                  | 3 februari 1989   | 20 januari 1993   | R                              | George H.W. Bush (1989–1993)          | G.H.W. Bush      |
| 47     |                                                           | Bruce Babbitt                                             | Bruce Babbitt (1938)                                      | 20 januari 1993   | 20 januari 2001   | D                              | Bill Clinton (1993–2001)              | Clinton          |
| wnd    |                                                           |                                                           | Tom Slonaker                                              | 20 januari 2001   | 31 januari 2001   | O                              | George W. Bush (2001–2009)            | G.W. Bush        |
| 48     |                                                           | Gale Norton                                               | Gale Norton (1954)                                        | 31 januari 2001   | 1 april 2006      | R                              | George W. Bush (2001–2009)            | G.W. Bush        |
| wnd    |                                                           | Lynn Scarlett                                             | Lynn Scarlett                                             | 1 april 2006      | 30 mei 2006       | O                              | George W. Bush (2001–2009)            | G.W. Bush        |
| 49     |                                                           | Dirk Kempthorne                                           | Dirk Kempthorne (1951)                                    | 30 mei 2006       | 20 januari 2009   | R                              | George W. Bush (2001–2009)            | G.W. Bush        |
| 50     |                                                           | Ken Salazar                                               | Ken Salazar (1955)                                        | 20 januari 2009   | 12 april 2013     | D                              | Barack Obama (2009–2017)              | Obama            |
| 51     |                                                           | Sally Jewell                                              | Sally Jewell (1956)                                       | 12 april 2013     | 20 januari 2017   | D                              | Barack Obama (2009–2017)              | Obama            |
| wnd    |                                                           |                                                           | Kevin Haugrud (1957)                                      | 20 januari 2017   | 1 maart 2017      | O                              | Donald Trump (2017–2021)              | Trump I          |
| 52     |                                                           | Ryan Zinke                                                | Ryan Zinke (1961)                                         | 1 maart 2017      | 1 januari 2019    | R                              | Donald Trump (2017–2021)              | Trump I          |
| 53     |                                                           | David Bernhardt                                           | David Bernhardt (1969)                                    | 1 januari 2019    | 20 januari 2021   | R                              | Donald Trump (2017–2021)              | Trump I          |
| wnd    |                                                           | Scott de la Vega                                          | Scott de la Vega                                          | 20 januari 2021   | 16 maart 2021     | O                              | Joe Biden (2021–2025)                 | Biden            |
| 54     |                                                           | Deb Haaland                                               | Deb Haaland (1960)                                        | 16 maart 2021     | 20 januari 2025   | D                              | Joe Biden (2021–2025)                 | Biden            |
| wnd    |                                                           | Walter Cruickshank                                        | Walter Cruickshank                                        | 20 januari 2025   | 31 januari 2025   | O                              | Donald Trump (2025–heden)             | Trump II         |
| 55     |                                                           | Doug Burgum                                               | Doug Burgum (1956)                                        | 31 januari 2025   | heden             | R                              | Donald Trump (2025–heden)             | Trump II         |